# Pseudobryobia abbatielloi
Pseudobryobia abbatielloi är en spindeldjursart som beskrevs av Frank Jason Smiley och Baker 1995. Pseudobryobia abbatielloi ingår i släktet Pseudobryobia och familjen Tetranychidae. Inga underarter finns listade i Catalogue of Life.